# Rejet-de-Beaulieu
Rejet-de-Beaulieu és un municipi francès, situat a la regió dels Alts de França, al departament del Nord. L'any 2006 tenia 221 habitants. Limita al nord amb Catillon-sur-Sambre, a l'est amb Fesmy-le-Sart, al sud amb Oisy i a l'oest amb Mazinghien.

## Demografia
| 1962                                       | 1968 | 1975 | 1982 | 1990 | 1999 | 2006 |
| ------------------------------------------ | ---- | ---- | ---- | ---- | ---- | ---- |
| 278                                        | 328  | 273  | 215  | 221  | 237  | 221  |
| Des de 1962: població sense dobles comptes |      |      |      |      |      |      |

## Administració
| Període   | Identitat          | Partit |
| --------- | ------------------ | ------ |
| 2001-2008 | Clément Druesne    |        |
| 2001-     | Augustine Noirmain |        |